# Darwin's Arch

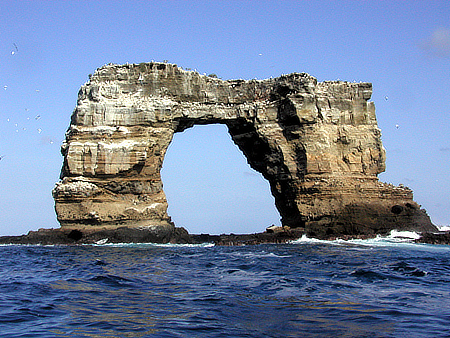
Darwin's Arch (2006)

Darwin's Arch was een natuurlijke rotsboog ten zuidoosten van het eiland Darwin in de Stille Oceaan. De rotsformatie was vernoemd naar de Britse bioloog Charles Darwin, die de Galapagoseilanden in 1835 bezocht en er zijn evolutietheorie ontwikkelde. De wateren nabij de boog staan onder duikers bekend om de grote variatie aan zeedieren. Op 17 mei 2021 stortte de boog in als gevolg van natuurlijke erosie, waardoor er twee vrijstaande pilaren overbleven. De boog was 43 meter hoog, 70 meter lang en 23 meter breed.